# Maristany
Francisco Javier Álvarez Maristany, plus connu comme Maristany, né le 27 mars 1929 à La Corogne (Galice, Espagne), est un footballeur espagnol des années 1950 qui jouait au poste de milieu de terrain.

## Carrière
Maristany débute en première division espagnole avec le Deportivo La Corogne lors de la saison 1950-1951. La saison suivante, il joue 30 matchs comme titulaire en championnat.
En 1952, il rejoint le FC Barcelone où il ne parvient pas à s'imposer (il ne joue que cinq matchs de championnat avec le Barça).
À partir de 1954, il joue avec le Racing de Santander jusqu'en 1957 (une saison en D1, les deux dernières en D2).

## Palmarès
Avec le FC Barcelone :
- Champion d'Espagne en 1953
- Vainqueur de la Coupe d'Espagne en 1953
- Vainqueur de la Coupe Eva Duarte en 1953 et 1954